# Roeseliodes
Roeseliodes is een geslacht van vlinders van de familie snuitmotten (Pyralidae), uit de onderfamilie Epipaschiinae.

## Soorten
- R. celsusalis Schaus, 1934
- R. goanta Schaus, 1922
- R. goantoides Amsel
- R. ochreosticta Warren, 1891
- R. petamona Schaus, 1925
- R. pontealis Schaus, 1925